# Perophora listeri
Perophora listeri is een zakpijpensoort uit de familie van de Perophoridae. De wetenschappelijke naam van de soort is voor het eerst geldig gepubliceerd in 1835 door Wiegman. De soort is inheems in de noordelijke Atlantische Oceaan.

## Beschrijving
Perophora listeri is een koloniale zakpijp bestaande uit een groot aantal kleine transparante zoïden die met elkaar verbonden zijn door basale uitlopers. De vertakkingszak, de oranjebruine maag en snoeren van grijze fecale korrels zijn allemaal te zien in de zoïde als deze nog leeft.

## Verspreiding
Perophora listeri komt voor van de westkusten van de Britse Eilanden tot ten zuiden van de Middellandse Zee. Het wordt gevonden op beschutte plaatsen vanaf de lagere kust tot 30 meter, groeiend op een verscheidenheid aan substraten, vooral op hydroïdpoliepen en mosdiertjes, zelfs op krabben zoals de gewone spinkrab (Hyas araneus).